# DC Super Hero Girls: Super Hero High
DC Super Hero Girls: Super Hero High (también conocida como Super Hero High en Estados Unidos) es una película de televisión animada de superhéroes estadounidense de 2016 basada en la franquicia DC Super Hero Girls.Aunque explica los orígenes de Supergirl/Kara Zor-El y Batgirl/Barbara Gordon y tiene lugar después de la primera temporada, fue creado para promover la nueva franquicia DC Super Hero Girls. La película se emitió en  Boomerang el 19 de marzo de 2016 en los Estados Unidos, así como en Boomerang RU el 21 de mayo, en el Reino Unido e Irlanda. Además, Cartoon Network volvió a emitir este programa el 30 de abril y el 5 de junio del mismo año en Estados Unidos y posteriormente lo puso a disposición en su sitio web.

## Sinopsis
La escuela está en sesión para DC Super Hero Girls, donde los estudiantes dominan sus superpoderes para convertirse en los superhéroes del mañana. Cuando Supergirl aterriza en la cafetería, es evidente que, aunque tiene un poder increíble, le queda un largo camino por recorrer antes de convertirse en una superhéroe. Mientras Supergirl aprende a aprovechar sus poderes, el Junior Detective Club investiga una misteriosa serie de violaciones de seguridad.
Los eventos de este especial de televisión también se describen en la novela Supergirl at Super Hero High de Lisa Yee.

## Reparto
- Anais Fairweather como Supergirl
- Grey Griffin como Wonder Woman / Giganta / Korugarian
- Tara Strong como Hiedra Venenosa / Harley Quinn
- Mae Whitman como Batgirl / Speed Queen
- Teala Dunn como Bumblebee / Artemiz
- Stephanie Sheh como Katana
- Ashley Eckstein como Cheetah
- Nika Futterman como Hawkgirl
- Josh Keaton como Hal Jordan / Barry Allen/Flash
- Tania Gunadi como Lady Shiva
- Fred Tatasciore como Killer Croc / Perry el Parademonio
- April Stewart como Abuela Bondad / Stompa
- Misty Lee como Big Barda / Mad Harriet
- Helen Slater como Martha Kent
- Tom Kenny como Comisionado Gordon
- Hynden Walch como Starfire